# Max Elten
Max Elten (* 8. Juni 1905 in Oberdollendorf; † 2. September 1982 in Leipzig) war ein deutscher Bühnenbildner und Maler. Er war von 1934 bis 1970 Bühnenbildner und Ausstattungsleiter der Städtischen Oper in Leipzig.

## Leben
Elten, Sohn eines Chemiekaufmanns, schloss 1925 die Folkwang-Handwerkerschule in Essen ab und studierte bis 1930 an der Kunstakademie in Königsberg, an der Technischen Hochschule in München und am Werklehrerseminar in Halle (Saale). 1933 legte er das Staatsexamen für das künstlerische Lehramt an Höheren Schulen ab. Im selben Jahr wurde ihm der erste Preis bei einem Bühnenbildwettbewerb der Oper Königsberg zuerkannt. 1934 begann er dort seine Tätigkeit als verantwortlicher Bühnenbildner und stattete verschiedene Opern aus.
Noch 1934 begann er ein Probejahr in den Ausstattungswerkstätten der Leipziger Oper und wurde 1936 dort zum Ausstattungsleiter berufen. In den 1930er Jahren befasste sich Elten vor allem mit Mozart, Wagner und Shakespeare. 1944 wurde er in die deutsche Wehrmacht eingezogen und kämpfte im Zweiten Weltkrieg, nach dessen Ende er in britische Kriegsgefangenschaft geriet, aus der er im Juli 1945 entlassen wurde.
Elten nahm seine Tätigkeit an der Behelfsspielstätte für die zerstörte Leipziger Oper in Leipzig-Lindenau wieder auf und inszenierte 1947 Orpheus und Eurydike. 1948 wurde er von der Sowjetischen Militäradministration (SMAD) zum Chefbühnenbildner der Leipziger Oper ernannt und 1952 durch das Kulturamt Leipzig der Deutschen Demokratischen Republik (DDR) in dieser Funktion bestätigt. In den 1960er Jahren inszenierte Elten erneut den Ring des Nibelungen von Wagner.
1970 beendete Elten nach 36 Jahren seine Tätigkeit an der Leipziger Oper und war fortan als Maler tätig.

## Werk
Eltens Arbeit bestand aus Ausstattungen für Oper, Operette, Ballett, auch für Schauspiel und Kindertheater. Er arbeitete mit verschiedenen namhaften Regisseuren wie Wolfram Humperdinck, Hans Schüler, Heinz Rückert und Joachim Herz zusammen, sowie mit den Choreographen Erna Abendroth, Tatjana Gsovsky, Mary Wigman und Tom Schilling. Elten stattete zahlreiche deutsche Uraufführungen aus, wie 1938 Die Feen von Richard Wagner, 1943 Carmina Burana von Carl Orff, 1959 Plautus im Nonnenkloster von Max Butting, 1948 Die Nachtschwalbe und Die Flut von Boris Blacher und 1969 Die griechische Hochzeit von Robert Hanell. Seine Bilder wurden in verschiedenen Ausstellungen gezeigt, unter anderem 1982 in Frankenhausen, 1983 in Leipzig und 1988 in der Royal Shakespeare Company in London.